# Marc Dorcel
Marc Dorcel (Parigi, 27 marzo 1934) è un produttore cinematografico e regista francese di film pornografici, inserito nel 2015 nella AVN Hall of Fame.
Ha fondato nel 1979 la casa di produzione Video Marc Dorcel, che dirige assieme a suo figlio Gregory Dorcel, diventata negli anni un colosso globale.

## Biografia
Figlio di un sarto, Marc Dorcel aveva delle aspirazioni artistiche, non sostenuto in ciò dai suoi genitori, per cui intraprese inizialmente la carriera di disegnatore industriale e tecnico-commerciale per la macchina per cucire, lavoro interrotto dal servizio militare e poi ripreso. Con il sostegno dei genitori, nel 1965 fondò Transports Dorcel, un'impresa di autotrasporti poi fallita.
Da lì in poi entrò nel mondo dell'erotismo, diventando editore e commerciante per corrispondenza di opere del settore, ricevendo per l'attività anche delle multe. Svolge l'attività prima dalla sua cucina, poi apre una libreria a Pigalle. Il suo primo successo è Ursula, di cui vengono diffuse 30 000 copie in cinque mesi, senza l'aiuto di pubblicità, a cui segue poi una nuova fase calante, dovuta alla diffusione delle riviste statunitensi fotoritoccate. Un tribunale poi proibisce la diffusione, la vendita e la pubblicità di Ursula per oltraggio ai buoni costumi. Si dà allora ai fotoromanzi pornografici, che gli portano un nuovo successo, duraturo fino alla fine degli anni settanta. Nel contesto di una società francese che si stava emancipando, grazie anche a film come Emmanuelle, Marc Dorcel, benché non ispirato dal cinema, ha l'idea, ispirato dai vicini che aggiustavano videoregistratori, di riprodurre su video i suoi fotoromanzi. Con 20 000 franchi produce e realizza Jolies Petites Garces, film di 53 minuti con la star dell'epoca Marilyn Jess e l'emergente Piotr Stanislas, che trova 3 000 acquirenti a 500 franchi la copia. Pur non avendo esperienza in nessuno dei settori, con il suo primo film nel 1979 è produttore, regista, sceneggiatore, truccatore e costumista, ma già dopo i primi due film, passa ogni ruolo di regista a Michel Ricaud, fino alla morte di questo nel 1993. Nel 1991 divorzia dalla moglie, dopo la quale ha avuto due compagne.
Quello di Dorcel è stato definito "porno chic", ovvero un cinema di alta gamma per lo stile attento alle ambientazioni, ai vestiti e alla cura dei particolari.

## L'azienda
Oltre a produrre film autonomamente collabora anche con Michel Ricaud, Cyril Randuineau, Marc Ange e Michel Barny. Dall'iniziale attività di produzione cinematografica, l'azienda nel tempo ha avuto una diversificazione in vari settori: negozi (i Dorcel store), vendita di license per la pubblicazione di contenuti, diversi siti web, una rivista, IPTV, video on demand e la rete televisiva via cavo e via satellite Dorcel TV. Dello stesso film, la casa è solita produrre una versione hardcore e una softcore. Una sorta di "etica aziendale" spinge Dorcel a rifiutare la produzione di film con contenuti di violenza, sadomasochismo, zoofilia, e gay, anche se, con l'espansione del mercato, l'azienda ha aperto ai contenuti omosessuali, che nel 2009 vanno a costituire il 10% del fatturato.
Nel 1986 si ha la prima trasmissione di un film pornografico francese sul canale televisivo a pagamento Canal+.
Nel 1991 l'azienda lancia Fortitude, una serie di circa cento documentari.
Nel 1995 la casa di produzione è la prima del mondo pornografico a stipulare un contratto di esclusiva con un'attrice, Laure Sainclair, che diventerà l'ambasciatrice del marchio.
Grégory Dorcel, figlio di Marc nato nell'aprile 1974, dopo gli studi all'ISG di Parigi, una scuola di commercio, e un'esperienza nel settore pubblicitario di France Télévisions, entra in azienda nel novembre 1996 come responsabile della vendita dei diritti all'estero, diventando poi direttore generale.
Nel 1997 l'azienda aveva un giro d'affari di 25 milioni di franchi (di cui 19 dalla vendita di cassette e 2 dai diritti di riproduzione televisiva), in aumento del 10% rispetto al 1996, e un margine netto dell'8%; investiva in circa otto produzioni annue tra i 600 000 e i 700 000 franchi.
Nel 1998 si ha la messa on line del sito internet della società, come supporto ai canali tradizionali di vendita.
Inizialmente i film prodotti raggiungevano il mercato statunitense tramite un accordo di distribuzione con la Vivid Entertainment, ma negli anni 2000 l'azienda ha trovato un altro distributore nella Wicked Pictures.
Nel gennaio 2002 viene lanciato DorcelVision.com, portale di video on demand che nel 2007 generava un giro d'affari di circa 250 000 euro mensili e nel 2013 costituisce il 60% delle entrate. La piattaforma abbandona la tecnologia DRM nell'agosto 2009.
Il 1º marzo 2006 ha lanciato Dorcel TV, un servizio di trasmissione di film per adulti via satellite e via cavo e via internet, fruibile in francese, inglese e tedesco, disponibile anche in Belgio, Paesi Bassi e Svizzera, avente nel 2009 circa 900 000 abbonati.
Nel 2008 la Video Marc Dorcel produce Casino: No Limit, di Hervé Bodilis, che con 200 000 euro di costo è uno dei film pornografici dal budget più alto della storia, il più costoso tra quelli francesi. Per la prima volta le due attrici in contratto esclusivo con l'azienda, Yasmine e Mélissa Lauren, compaiono insieme, in una pellicola girata ad Ibiza, che conta dodici scene. Il film ha poi vinto i premi per il miglior regista e il miglior film ai V Premios Turia di Madrid e ai Venus Awards di Berlino.
Nell'agosto 2008 il gruppo Private annuncia un'alleanza con Video Marc Dorcel per collaborare nel mercato home video. L'alleanza prevede un iniziale accordo di tre anni per la distribuzione di DVD in Francia e resta aperto a possibili sviluppi in altri mercati. Evoluzione prevista dell'alleanza sarebbe l'unione delle forze in Francia ed Unione Europea nel campo delle piattaforme di distribuzione. Un vantaggio per i due alleati è quello di offrire alle piattaforme di distribuzione un canale di contrattazione con due grandi aziende, riducendo la frammentarietà dell'offerta dei produttori di contenuti.
Nel mese di settembre dello stesso anno, l'azienda apre a Lanester, in Bretagna, il Dorcel Store, primo di una catena di concept store, sulla falsariga di un sexy shop, con il marchio dell'azienda. Segue nell'agosto 2008 quello di Nantes, fino ad arrivare a 4 negozi nel 2015. Nel 2009 la superficie media dei negozi era di 300 m² e il fatturato totale di 1 milione di Euro.
Nel mese di dicembre viene lanciata la rivista Marc Dorcel Magazine, con la quale vengono illustrate le circa quattro nuove produzioni mensili della casa e le nuove produzioni altrui entrate in catalogo, proponendo anche due DVD in allegato
Nello stesso anno viene lanciata un'applicazione per iPhone.
Nel 2008 e nel 2009 l'azienda ha avuto un fatturato di 17,4 e di 20 milioni di euro. Nel 2009, secondo quanto dichiarato da Grégory Dorcel, il budget medio per la realizzazione di un film è tra gli 80 000 e i 150000 €.
Nel 2009, in occasione dei trenta anni della compagnia, Marc Dorcel commissiona alla Ifop (Istituto francese di opinione pubblica) uno studio sul rapporto tra i francesi e il mondo del porno. Sesso, Media & Società: La grande inchiesta fa emergere una Francia in cui l'89% degli uomini ha già visto un film pornografico, contro il 50% delle donne che ammette di averne visti da sola. Dal sondaggio emerge che il marchio Marc Dorcel è noto al 50% della popolazione, percentuale che si alza al 68% considerando solo quella maschile.
Nel 2010, insieme all'azienda Lovely Planet, ha lanciato una linea di giocattoli sessuali di lusso.
Nel 2010 pubblica il suo primo film pornografico in 3D: Kama-Sutra, un documentario softcore commentato dall'ex pornostar Brigitte Lahaie, in uscita in DVD con allegati gli appositi occhialini. Dalla fine del 2010 DorcelVision, il sito di video on demand, propone ai naviganti dotati di un portatile 3D la possibilità di scaricare scene in 3D.
Nell'estate 2010 l'azienda apre My Dorcel, la prima iniziativa di crowdfunding per adulti, con lo scopo di produrre il film Mademoiselle de Paris, a cui partecipano più di mille fan a cui viene data la possibilità di scegliere sul casting, la sceneggiatura, la fotografia, le inquadrature e il titolo, raccogliendo gli 85 000 dollari necessari in 78 ore. Nello stesso anno lanciò anche il sito Dorcelle.com, orientato ad un pubblico femminile, che si vanno ad aggiungere ai 100 000 investiti dalla casa produttrice.
Nel 2011 viene scelto lo slogan attuale: «Luxure depuis 1979» (Lussuria dal 1979), scritto in nero con la X in fucsia, appropriandosi di uno dei sette peccati capitali come valore, e rimarcando la trentennale storia ed esperienza dell'azienda. Insieme allo slogan viene rinnovato il logo, che passa dallo storico tucano multicolore, modificato appena nel corso del tempo, alla creazione dell'agenzia Dragon Rouge: un sigillo di ceralacca fucsia marchiato con una X, accompagnato dal motto, usati per rinforzare l'unità tra le varie attività del marchio.
Nel 2012 la casa ha sponsorizzato la Yamaha di Hugo Payet nella Dakar, apponendo i suoi colori, il numero 69 e il profilo di Anna Polina nuda. Ancora nel 2012, il regista Lars von Trier si rivolge all'azienda per parte del cast di Nymphomaniac.

### Attrici
Diverse attrici sia francesi che internazionali hanno collaborato con la casa di produzione e con essa sono state anche vincitrici di premi. Tra queste si possono citare Katsuni, Olivia Del Rio, Draghixa Laurent, Dolly Golden, Jenna Jameson, Briana Banks, Nina Roberts, Anita Blond, Anita Dark, Nomi, Claire Castel, Anissa Kate e Alexis Chauveau. Dal 2002 viene pubblicato un calendario con le attrici che collaborano con l'azienda.

#### Dorcel Girls
Così come Vivid con le Vivid girls, anche Dorcel ha firmato contratti di esclusiva con alcune pornoattrici, a partire dal 1996 con Laure Sainclair. Inizialmente la tendenza era di scritturare attrici esordienti, pratica che subì delle eccezioni con Yasmine e Mélissa Lauren, già famose nel mondo hard prima di collaborare con la casa francese; dal 2009, con Mía Vendôme, tornarono ad essere stipulati contratti solo con debuttanti. Sono state DORCEL Girls, ambasciatrici-immagine dell'azienda:
- 1995 - 1997 Laure Sainclair[32]
- 2002 Mélanie Coste[33]
- 2004 Priscila Sol[34]
- 2005 Oksana[35]
- 2006 - 2008 Yasmine[36]
- 2007 - 2008 Mélissa Lauren[37]
- 2009 Mía Vendôme[38]
- 2010 Jade Laroche[39]
- 2010 Anna Polina[40]

## Riconoscimenti
Marc Dorcel, come regista, e Video Marc Dorcel, come casa di produzione e distribuzione, hanno ricevuto molte nomination ai premi del mondo pornografico, ottenendo anche molte vittorie.
| - AEBN VOD Awards - 2011: Miglior film straniero a Journal d'une fille au pair - 2010: Miglior film straniero a La Gouvernante - 2013: Miglior film VOD straniero a Claire Castel, comment je suis devenue une putain - AVN Awards - 1995: Miglior film europeo a Le Parfum de Mathilde - 1998: Miglior film europeo a Les nuits de la présidente - 1999: Miglior film europeo a Drop Sex: Wipe The Floor - 2002: Miglior film europeo a Dark Angels - 2008: Miglior attrice europea a Mélissa Lauren - 2010: Miglior regista straniero a Moire Candy per Ritual - 2012: Miglior regista straniero a Max Candy per Inglorious Bitches - 2014: Miglior film « Feature » straniero a L'Innocente - 2015: AVN Hall of Fame per Marc Dorcel - Eroticon - 1998: Premio alla carriera - 1998: Miglior scena a Laure Sainclair in Journal d'une infirmière - 2000: Miglior regista a Marc Dorcel per Alexia & Co - 2002: Miglior film europeo a Les 12 coups de minuit - 2003: Miglior regista a Alain Payet per La jouisseuse - 2003: Miglior promessa a Jennifer Dark in Hardcore paradise - 2004: Miglior promessa a Priscila Sol - 2004: Miglior film a Le parfum du désir - 2004: Miglior direttore della produzione a Juergen Wolf - European X Festival - 1995: Miglior film francese a Le parfum de Mathilde - 1995: Miglior regista francese a Marc Dorcel - 1996: Miglior film francese a Le désir dans la peau - 1996: Miglior regista francese a Marc Dorcel - 1997: Miglior attrice europea a Laure Sainclair - 1997: Miglior film europeo a L'indécente aux enfers - 1997: Miglior regista francese a Marc Dorcel per L'indécente aux enfers - 1998: Miglior film europeo a L'empreinte du vice - 1998: Miglior attrice europea a Laure Sainclair - 1999: Miglior regista francese a Alain Payet - 2000: Miglior regista europeo a Alain Payet - 2000: Miglior film a Le contrat des anges - 2001: Miglior film francese a Les 12 coups de minuit - 2001: Miglior regista europeo a Marc Dorcel - 2001: Miglior promessa europea a Ovidie - 2002: Miglior film francese a Désir fatal - 2002: Miglior film europeo a Désir fatal - 2002: Miglior regista a Ovidie per Lilith - 2002: Miglior promessa a Mélanie Coste - 2004: Miglior film a Le parfum du désir - 2004: Miglior amatoriale semi-professionale a Hot Paradise - 2004: Miglior regista a John B. Root - 2004: Miglior attrice a Katsuni - 2004: Miglior sceneggiatura a L'éducation de Claire - 2004: Miglior DVD a No limit - 2005: Miglior film a Cabaret Sodom Club, di François Régis - 2005: Miglior serie a Pornochic, di Hervé Bodilis - 2006: Miglior serie a Russian Institute, di Hervé Bodilis - 2006: Miglior sceneggiatura a En toute intimité - 2007: Miglior DVD a Les deux sœurs - 2007: Premio alla carriera a Dolly Golden - 2007: Premio della giuria a Yasmine - 2008: Miglior serie a Russian Institute - 2008: Miglior film a French conneXion - 2008: Miglior attrice a Yasmine - Premio Ninfa al FICEB - 1996: Miglior regista - 1998: Miglior attrice europea a Laure Sainclair in Les nuits de la présidente - 1999: Miglior film europeo a L'enjeu du désir - 1999: Miglior regista europeo a Alain Payet per L'Enjeu du désir - 1999: Miglior promessa europea a Kate Moore in La Marionnette - 2000: Miglior regista europeo a Alain Payet per La Fête à Gigi - 2000: Miglior attrice europea a Laura Angel in Alexia & Co - 2000: Miglior scena a Alexia & Co - 2001: Premio alla carriera a Marc Dorcel - 2002: Miglior regista a Alain Payet (Premio del pubblico) - 2002: Miglior attrice a Ovidie (Premio del pubblico) - 2002: Miglior promessa a Katsuni in L'affaire Katsumi - 2005: Miglior film gay a Flight Club di Body Prod - 2007: Miglior attrice a Katsuni in French ConneXion - 2008: Miglior film a Casino-No-Limit - 2008: Miglior regista a Hervé Bodilis per Casino: No Limit - 2008: Miglior attrice a Nina Roberts in Casino: No Limit - 2008: Miglior film lesbo a Fuck Vip Extasy - Hot d'or - 1992: Miglior regista francese a Michel Ricaud per Les putes de l'autoroute - 1992: Miglior attrice francese a Tenessy in Les putes de l'autoroute - 1992: Miglior attore straniero a Rocco Siffredi in Les aventures de Mikki Finn - 1993: Miglior direttore di produzione europeo a Michel Ricaud per Les Menteuses - 1993: Miglior sceneggiatura originale a L'Affaire Savannah - 1993: Miglior locandina a La Cité des pêches - 1994: Miglior film europeo a Délit de séduction - 1994: Miglior regista europeo a Michel Ricaud per Délit de séduction - 1994: Miglior attore europeo a Christophe Clark in Délit de séduction - 1995: Miglior regista europeo a Marc Dorcel per Citizen Shane - 1995: Miglior film europeo a Citizen Shane - 1995: Miglior attrice europea a Draghixa in Le Parfum de Mathilde - 1995: Miglior sceneggiatura originale a Le Parfum de Mathilde - 1996: Miglior film europeo a La Princesse et la Pute - 1996: Miglior regista europeo a La Princesse et la Pute - 1996: Miglior sceneggiatura originale a La Princesse et la Pute - 1996: Miglior attrice a Coralie in La Princesse et la Pute - 1996: Miglior attrice non protagonista a Élodie Chérie in La Princesse et la Pute - 1996: Miglior esordiente a Laure Sainclair - 1996: Miglior regista esordiente a Christophe Clark per Jeunes veuves lubriques - 1996: Miglior campagna marketing a Le Désir dans la peau - 1996: Miglior locandina a Le Désir dans la peau - 1997: Miglior attrice europea a Laure Sainclair in L'Indécente aux enfers - 1997: Miglior attrice europea a Jenna Jameson - 1997: Miglior attrice non protagonista a Olivia Del Rio in La Ruée vers Laure - 1997: Film di platino a La Princesse et la pute - 1997: Miglior campagna marketing a Laure Sainclair - 1998: Miglior attrice europea a Laure Sainclair in Les nuits de la présidente - 1998: Miglior attrice statunitense a (Jenna Jameson in Sexe de feu et cœur de glace - 1998: Miglior attore europeo a Roberto Malone in Les nuits de la présidente - 1998: Nastro di platino a Sexe de feu et cœur de glace - 1998: Miglior attrice non protagonista a Coralie in Les nuits de la présidente - 1998: Hot d'Or d'onore per meriti speciali nell'industria per adulti europea a Marc Dorcel - 1999: Miglior film europeo a L'enjeu du désir - 1999: Miglior regista europeo a Alain Payet per Labyrinthe - 1999: Hot d'Or alla carriera a Laure Sainclair - 1999: Miglior attrice europea a Nikki Anderson in L'Enjeu du désir - 1999: Miglior promessa europea a Kate Moore in L'Enjeu du désir - 1999: Miglior attore a David Perry - 1999: Miglior sceneggiatura a Labyrinthe - 1999: Miglior locandina a L'enjeu du désir - 2000: Miglior attrice europea a Laura Angel in Harcèlement au féminin - 2000: Premio video speciale a Les nuits de la présidente - 2000: Miglior attrice non protagonista a Sylvia Saint in Le Contrat des anges - 2000: Miglior DVD a La ruée vers Laure - 2009: Miglior film francese a Ritual - 2011: Miglior attore a Yanis Cova in Un dîner presque flambé | - Prague Erotica Sex - 1997: Miglior film europeo - 1997: Miglior regista europeo a Cyril Bézier - 1997: Miglior attrice europea - 1998: Miglior film europeo a Garip - 1998: Miglior attore europeo a Christophe Clark in Citizen Shane - 2000: Miglior regista a Alain Payet - 2001: Miglior film europeo a Maxime - 2001: Miglior regista a Alain Payet per L'enjeu du désir - 2002: Miglior regista a Alain Payet per La Fête à Gigi - 2002: Miglior attrice a Daniela Rush in Le point Q - 2002: Miglior DVD a Alexia & Co - 2002: Miglior film a Le point Q - 2003: Miglior film a Karim - 2003: Miglior attrice a Abdel in La jouisseuse - 2003: Miglior regista europeo a Alain Payet per La Jouisseuse - 2003: Miglior DVD David Boob's - 2004: Miglior film Maxime - 2004: Miglior regista a Alain Payet - 2004: Miglior promessa a Priscila Sol - 2005: Miglior film a Pornochic 5, di Hervé Bodilis - 2005: Miglior regista a Alain Payet perCall Girls deluxe - 2006: Miglior serie a Russian Institute - Raw Awards - 2013: Miglior film internazionale a Inglorious Bitches, di Max Candy - V Premios Turia - 1995: Miglior film a Le Parfum de Mathilde - Venus Awards - 1997: Miglior film europeo a Le prix de la luxure - 2000: Award d'honneur - 2001: Miglior produttore francese - 2002: Award d'honneur - 2003: Miglior film francese a La jouisseuse - 2003: Miglior attrice a Mélanie Coste in La jouisseuse - 2003: Miglior regista francese a Alain Payet per La jouisseuse - 2004: Miglior film francese a Le parfum du désir - 2004: Miglior promessa a Priscila Sol - 2004: Miglior attrice europea a Katsuni - 2004: Miglior regista francese a Alain Payet - 2006: Miglior film a Road MoviX - 2006: Miglior promessa a Oksana - 2007: Miglior regista a Hervé Bodilis - 2007: Miglior attrice a Yasmine - 2008: Miglior film a Casino: No Limit - 2008: Budget più alto a Casino: No Limit - 2008: Miglior regista a Hervé Bodilis - 2008: Miglior attrice a Yasmine - 2008: Trofeo speciale per meriti eccezionali a Marc Dorcel - 2009: Miglior regista a Hervé Bodilis - 2009: Miglior film a Ritual - 2009: Miglior attore in un film a Julien Pernici - 2009: Miglior film a Tarra White - 2009: Miglior canale televisivo a DORCELTV - 2010: Miglior canale televisivo a DORCELTV - 2010: Miglior innovazione per DORCEL 3D - 2010: Miglior offerta europea di VOD a DORCEL VOD - 2010: Miglior serie a Russian Institute - 2010: Miglior promessa a Jade Laroche - XBIZ Award - 2011: Miglior studio europeo - 2012: Miglior studio europeo - 2012: Miglior film « Feature » europeo a Les filles de la campagne - 2012: Miglior attrice straniera ad Anna Polina, DORCEL Girl - 2013: Miglior studio europeo - 2013: Miglior film « Feature » europeo a Inglorious Bitches, di Max Candy - 2013: Miglior parodia dell’anno a Inglorious Bitches, di Max Candy - 2013: Miglior regista europeo dell’anno a Max Candy - 2014: Miglior studio europeo - 2014: Miglior specialità a Kama Sutra - 2014: Miglior film « Feature » europeo a Claire Castel, The Chambermaid - 2014: Miglior scena (Solo donne) a Ariel Rebel & Anissa Kate in Ariel & Lola: Pornochic 24 - 2015: Miglior studio europeo - 2015: Miglior film « Feature » europeo a Russian Institute: Lesson 19: Holidays at My Parents |

## Filmografia
Dorcel è accreditato dei più vari ruoli nella realizzazione cinematografica, tra cui quelli di produttore, regista, attore, sceneggiatore, montatore, direttore del casting.

### Regista
- Les mauvaises rencontres (1980)
- Les belles étrangères (1980)
- Jolies petites garces (1980)
- Evil Encounters (1991)
- Le Parfum de Mathilde (1994)
- Le désir dans la peau (1996)
- La princesse et la pute (1996)
- La princesse et la pute 2 (1996)
- Citizen Shane (1996)
- L'indécente aux enfers (1997)
- Sguardi viziosi (L'empreinte du vice) (1998)
- Le prix de la luxure (1998)
- Il contratto della vergogna (Le contrat des anges) (1999)
- Paris derrière (2000)
- Offertes à tout 10: Fantasmes en été (2000)
- Entre femmes (2000)
- La marchesa Toscani (Le contrat des anges 2) (2000)
- Alexia and Co. (2000)
- Les 12 coups de minuit (2001)
- Hot Frequence (2002)
- Lesbian Paradise (2005)
- Les Secrets du sexe (2008)
- Prison (2014)

### Produttore
Fra i film da lui prodotti, si possono citare:
- Pornochic (serie di film il cui numero 24 è uscito nel 2013).
- Russian Institute (serie di film il cui numero 19 è uscito nel 2014).
- I vizi di un'infermiera
- Peccati infernali
- Cintura di castità
- Dorcel Airlines First Class
- Erections Presidentielles
- La Libertine
- Les Deux Soeurs
- Les Femmes De Luxe
- Les Nuits de Rita
- Yasmine Les Trottoirs De L'est